# Revolta Malgaxe

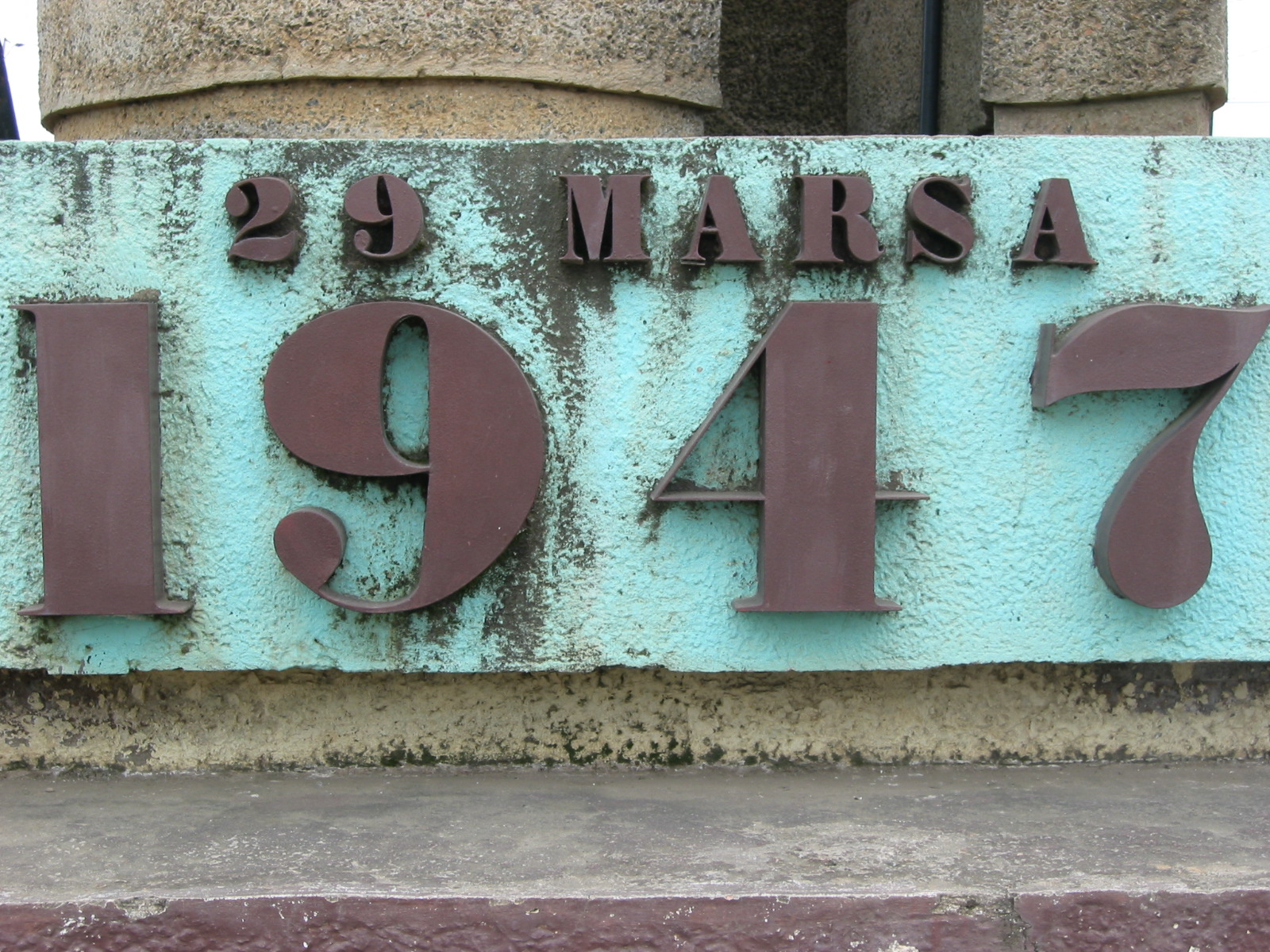
Monumento comemorativo da revolta.

A revolta malgaxe ou revolta de Madagascar foi uma revolta contra a presença colonial francesa na ilha de Madagáscar pelos nacionalistas locais entre 1947 1948. O governo francês, liderado pelo socialista Paulo Ramadier, submeteu-a violentamente, custando muitas vidas. As fontes das autoridades francesas da época estimam entre 8 000 a 10 000 mortes e mais de 80 000 pessoas deslocadas na zona de combate, enquanto que um relatório de Pierre de Chevigné concluiu que os deslocados não poderiam de fato fugir e morreram de 80 000 a 90 000 locais. As estimativas modernas são mais moderadas, entre 30 000 e 40 000 vítimas. A ilha alcançou a autonomia em 1958. Então, em 1960, tornou-se independente, tendo que lidar com uma rebelião do MNIM, uma organização de esquerda que chegou a agrupar em torno de 1000 a 6000 guerrilheiros que operavam no sul do país durante 1971.

## Ligações Externas
- Global security - Madagascar's Battle for Independence